# Serviço Nacional de Saúde (Reino Unido)
Serviço Nacional de Saúde (em inglês:  National Health Service - NHS) é o nome habitualmente utilizado para referir-se aos quatro sistemas públicos de saúde do Reino Unido coletiva ou individualmente, embora atualmente, em geral, seja apenas ao serviço de saúde da Inglaterra que é corretamente chamado de Serviço Nacional de Saúde sem qualquer outra qualificação. Três serviços (Inglaterra e País de Gales, Escócia e Irlanda do Norte), foram criados por legislações separadas e começaram a funcionar em 5 de julho de 1948; anteriormente a essa data, serviços públicos de saúde mais limitados eram operados por autoridades locais e por outros organismos. A responsabilidade pelos serviços públicos de saúde no País de Gales passou para a Secretaria de Estado para o País de Gales em 1969. A pequena proporção das questões da saúde que não são descentralizadas, normalmente é tratada pelo Departamento de Saúde (Reino Unido) ou em seu nome, por uma divisão do Serviço Nacional de Saúde inglês.
Formando a base dos cuidados médicos no Reino Unido, cada sistema de Serviço Nacional de Saúde (Inglaterra), SNS Escócia, SNS País de Gales e a Assistência Social da Saúde na Irlanda do Norte funciona de forma independente e é politicamente responsável perante o respectivo governo descentralizado da Escócia (Governo escocês), País de Gales (Assembleia de Governo do País de Gales) e Irlanda do Norte (Executivo da Irlanda do Norte), e para o Governo britânico para a Inglaterra.
Não há nenhuma discriminação inicial quando um paciente residente em um país do Reino Unido requer tratamento em outro, mas a repatriação de um paciente poderia ser feita após o tratamento inicial e estabilização do quadro médico caso este necessite de contínuos cuidados hospitalares. Ocasionalmente, um paciente que requer cuidados especializados de emergência (os casos publicados habitualmente envolvem complicações no parto) poderá ser transferido para fora do seu próprio território nacional. As questões financeiras e consequente documentação em tais casos são tratadas entre as organizações envolvidas e geralmente não há envolvimento pessoal com o paciente comparável ao que poderia ocorrer quando, por exemplo, um residente de um membro da União Europeia recebe tratamento em outro país. O NHS foi homenageado na cerimônia de abertura dos Jogos Olímpicos de Verão de 2012 em Londres, realizada no dia 27 de julho de 2012.

## Histórico
A história do NHS é a de uma organização estabelecida após a discussão de um século sobre a prestação de serviços de saúde visando a atender uma necessidade longa e reconhecida em relação à saúde do Reino Unido. O NHS surgiu em uma época na qual a Grã-Bretanha viu a assistência médica como essencial entre um dos “cinco gigantes” que Beveridge declarou que deveriam ser erradicados durante a reconstrução do pós-guerra. Esses “cinco gigantes” se enquadram como a carência, as doenças, a ignorância, a miséria e a preguiça. O cataclismo da guerra proporcionou a manifestação de uma oportunidade que provavelmente não teria acontecido em tempos pacíficos.
O NHS era nobre em sua concepção e tem sido confrontado, por um lado, com custos cada vez maiores – em decorrência dos avanços no conhecimento médico, nos medicamentos e na tecnologia -, e, por outro, com as restrições financeiras inevitáveis em um serviço centralmente financiado com dogmas de mudanças gestacionais e crenças políticas. A ideia de que se conhecendo na época o que sabemos agora levaria a Grã-Bretanha a seguir o mesmo caminho em direção a um sistema de saúde universal permanece uma incógnita.
A seguir há um breve histórico desse sistema universal de saúde do Reino Unido. Mais informações nos fatores que levaram à criação do NHS podem ser encontradas no livro mais recente de Geoffrey Rivetts no Desenvolvimento do Sistema Hospitalar de Londres. Aqui, iremos nos concentrar principalmente na história da Inglaterra.

### Surgimento
Muitos descreveram extensamente as principais razões do surgimento do sistema de saúde. Dentre as principais constatações, podemos listar:
- A emergência de uma visão de que a assistência de saúde era um direito do cidadão, e não algo concedido de forma irregular por caridade;
- Acordo bipartidário de que os serviços existentes se mostravam uma confusão e que deveriam ser resolvidos;[2]
- Dificuldades financeiras para os hospitais voluntários;[2]
- A Segunda Guerra Mundial, a qual assegurou a criação de um serviço médico de emergência como parte do esforço de guerra;[2]
- Os efeitos cataclísmicos da guerra que permitiram a ocorrência de uma mudança massiva do sistema, no lugar de uma modificação gradual;[2]
- Uma crescente visão por entre a juventude da profissão médica de que havia melhores maneiras de prosseguir com a saúde do país;[2]

A origem do NHS se estica desde o Século XIX. Até mesmo naquela época muitos acreditavam que o acesso ao sistema de saúde se enquadrava como parte da estrutura de uma sociedade civilizada. Alguns municípios – como o Conselho do Condado de Londres – tinham a ambição de comandar tanto os hospitais quanto as utilidades públicas. Instituições de caridade hospitalares foram  apoiadas pelos benevolentes, ao passo que os socialistas – como os Webbs – defenderam um sistema estadual ou o Princípio do Seguro – pagar antecipadamente enquanto saudável para providenciar o cuidado necessário quando doente.
Na Primeira Guerra Mundial, os serviços médicos do exército demonstraram os benefícios da organização e de transporte. A pedido do Governo, em 1920, Lord Dawson produziu um relatório com visão de futuro de uma forma como o serviço de saúde deveria ser organizado. Sob o Ato de Governo Local (1929), as autoridades locais tomaram conta de hospitais pobres que agora se transformaram em hospitais municipais que serviam aos contribuintes, e não aos pauperizados. De forma geral, os serviços existentes se encontravam em uma bagunça, eles precisavam urgentemente de uma modernização. A qualidade variava amplamente de cidade a cidade, e as áreas do país se mostraram, usualmente, mal servidas. O Conselho do Condado de Londres e Middlesex se destacavam por estarem desempenhando um excelente trabalho – não podia, todavia, dizer-se o mesmo a respeito de diversos outros conselhos.  
Durante os anos 1930, uma série de relatórios foram produzidos pela BMA(1930), grupos de reflexão – como o Planejamento Político e Econômico (1937) e a Associação de Hospitais. O Financiamento do Rei e o Nuffield Provincial Hospitals Trust como protetor dos hospitais também se mostraram profundamente envolvidos em decorrência de que eles apreciavam o fato de que o futuro do movimento voluntário depende de sua eficiência. O trabalho em conjunto e a regionalização foram a chave para isso.
A experiência da Segunda Guerra Mundial, quando, em 1939, um serviço médico de emergência foi imediatamente criado no momento em que o país ficou sob comando e controle, providenciou um exemplo do que poderia ser feito. Em seu relatório sobre os sistemas de assistência social, Beveridge tinha pouco a dizer acerca da natureza precisa ou do financiamento do serviço de saúdo, embora visse este como essencial para um sistema satisfatório de seguro social (1942). A principal questão que, posteriormente, dividiu o Partido Trabalhista foi se um futuro NHS deveria ser dirigido pelas autoridades locais, ou marcadamente separado em uma base regional. Durante a guerra, os Conservadores redigiram o primeiro White Paper em um serviço futuro no qual as autoridades locais deveriam dirigir o NHS (1944). Todavia, após a vitória eleitoral dos Trabalhadores em 1945, Bevan propôs ao Gabinete um plano radicalmente diferente favorecendo a nacionalização de todos os hospitais, voluntários ou do Conselho, e um quadro regional. Só depois de uma negociação muito dura esse plano foi posto em prática, com modestas concessões.
O National Health Service se iniciou em 1948 em uma sociedade cansada, mas disciplinada pela guerra e acostumada com a austeridade. Ainda restavam resiliência, humor e um senso de alegria e diversão. Indivíduos que estavam acostumados com pouco se contentavam com coisas simples. Cinema, esportes e rádio, combinados com “feriados em casa” ou com o litoral Britânico e os campos de Butlin, salientavam-se como o principal entretenimento sem necessitar de muitas viagens ao exterior.
A população da Grã-Bretanha toma o NHS por algo natural e óbvio agora, mas há apenas 60 anos que a assistência à saúde se caracteriza como um luxo que nem todos conseguiam pagar. Demonstra-se difícil a eles imaginar como era a vida sem uma assistência de saúde “gratuita” e a diferença que o NSH fez na vida das pessoas. Os mesmos serviços se encontravam disponíveis no dia após a criação do NHS como no dia anterior, nenhum novo hospital foi construído nem centenas de novos médicos foram contratados. Contudo, pessoas menos abastadas - que usualmente sofriam e se viravam sem um tratamento médico - agora têm acesso aos serviços, permitindo-lhes tratamento adequado em vez de duvidosos e, muitas vezes, perigosos remédios caseiros ou médicos de instituições de caridade que concediam seus serviços gratuitamente aos seus pacientes mais pobres.

## Acesso
O National Health Service provê cobertura universal, baseando-se nos princípios de equidade e integralidade, com exceção dos serviços oftálmicos, dentários e de dispensação de medicamentos. Por ter o princípio de cobertura universal, têm direito ao atendimento gratuito do NHS: residentes legais com residência permanente; refugiados; estudantes matriculados em um curso de, no mínimo, 15 horas semanais e com visto de estudante válido por mais de seis meses, assim como seus familiares; solicitantes de asilo; pessoas com permissão para trabalhar na Inglaterra.
Turistas e estudantes matriculados em cursos inferiores a 6 meses deverão pagar por um Seguro de Saúde, porém, em casos de emergências em que a pessoa corra risco de morte, basta dirigir-se ao setor de Emergência de qualquer hospital  (os chamados Accidents and Emergency Department) para ser prontamente atendido. Tal direito ao atendimento também é aplicável para imigrantes ilegais no país, porém, com posterior cobrança pelos serviços prestados.
Para ter acesso ao NHS, é necessário fazer um cadastro nacional e realizar uma consulta de rotina com um médico, o qual listará as doenças pregressas e atuais do usuário. Esse médico acompanhará o paciente e o encaminhará para especialistas quando necessário. Além disso, o acesso aos medicamentos é gratuito para crianças, gestantes, idosos e pessoas carentes.

## Cuidado e suporte

### Assistência social
Os serviços de assistência social auxiliam pessoas que necessitam de suporte devido a doença, invalidez, velhice ou pobreza, e tais serviços se encontram disponíveis a todos os indivíduos. Todavia, o cuidado social se mostra sujeito a regras em relação às suas necessidades e capacidade. Os serviços podem, ainda, ajudar famílias ou cuidadores de pessoas que recebem a assistência social.
As autoridades locais (conselhos) são responsáveis por prover os serviços de assistência social àqueles que necessitam deles e se encontram elegíveis para desfrutar do serviço. Após as avaliações financeiras e de necessidades, as autoridades locais podem aceitar pagar parcial ou completamente pela assistência e suporte que o indivíduo precise. Esses serviços de assistência social financiados pelo conselho podem ser fornecidos por "provedores independentes" - empresas ou instituições de caridade especializadas na prestação de serviços de assistência social.
A maior parte da população tem de pagar por toda ou por parte de seu próprio cuidado e suporte, sendo que as autoridades locais devem, como dito, avaliar as necessidades de cuidado e apoio dos indivíduos e, a partir disso, aconselhá-los sobre os serviços locais relevantes. Os serviços de assistência social podem tomar várias formas, como falado, e o indivíduo pode conseguir ajuda nas mais diversas localidades, não somente em casa, mas também de um lado ao outro em sua comunidade e, até mesmo, em uma nova residência, como uma casa de cuidados.

## Cobertura
A Atenção Primária no Reino Unido, a partir da reestruturação do NHS em 2005, passou a ser responsável pelo atendimento de 99% da população por meio da organização de Grupos de Atenção Primária (equipes de saúde multiprofissionais composta principalmente por médicos, enfermeiros, dentistas, psicólogos e fisioterapeutas de atuação na saúde básica) que é responsável, em média, pelo atendimento de 100mil pacientes – supondo o serviço de 50 GPs.
Sua estrutura de cobertura segmenta-se em duas vias básicas de atendimento visando suprir mais adequadamente as diferentes necessidades da população e com maior agilidade:
- NHS Walk-in Centres: implantados em 1999 em lugares de grande circulação pública, como supermercados e aeroportos, são centros onde não é necessário o agendamento, oferecendo conselhos de saúde e atendimentos menos complexos como tratamento para gripes, resfriados, pequenos acidentes. São abertos de manhã até a noite, sete dias por semana e o atendimento/avaliação é feito por enfermeiros. O objetivo principal desses centros é completar e não substituir os GPs. Essas instâncias de atenção têm similaridade com os pronto-atendimentos implantados a nas grandes áreas urbanas de nosso país.[5]

- NHS Direct: linha telefônica operada por enfermeiras, que funciona 24 horas por dia fornecendo informações de saúde e fazendo encaminhamento aos serviços apropriados quando necessário, sejam eles primário ou secundário.

Em complemento a essa atenção básica, foi definido um nível subsequente de atendimento ambulatorial especializado e procedimentos de alta complexidade, realizados em hospitais, cujas implementações delimitam-se pelos núcleos de atendimento:
- Care Trusts: são instituições criadas em 2002 com o objetivo de desenvolver trabalhos entre os Serviços de Saúde e os Serviços Sociais;

- Mental Health Trusts: serviços especializados em Saúde Mental.

- NHS Trusts: instituições criadas para garantir qualidade na atenção e eficiência nos gastos de hospitais, os quais se dividem em gerais, especializados e universitários. Exceto em emergências, o encaminhamento aos hospitais deve ser realizado pelos GPs.

- Ambulance Trusts: serviços de transporte de pacientes.

Outra importante atuação do Grupo Primário é por meio de 26 Zonas de Ação em Saúde a Health Action Zones, cujo objetivo é cobrir a comunidade de maior risco epidemiológico e de exclusão social, aproximadamente 13 milhões de habitantes. Esse mecanismo particular de atenção primária caracteriza-se como uma medida governamental em busca da minimização das desigualdades sociais que se mostra promissora.
Quanto à Coordenação do National Health Service, possui mecanismos de autorregulação que visam a mais possível harmonia em seu sistema de saúde e de acordo com isso, bem como a necessidade de compatibilizar a incorporação de novas tecnologias e garantir maior efetividade possível no atendimento e organização dos Grupos Primários, o National Institute for Clinical Excellence é o órgão gestor responsável pelos Padrões Nacionais de Serviços, o National Service Frameworks, que visa garantir a padronização de desempenho e qualidade dos distritos sanitários, procurando diminuir as possíveis variações de qualidade no atendimento prestado. É a partir desse Sistema de Saúde de extensa cobertura e criteriosamente autorregulado que o NHS é responsável por 90% da atenção em saúde e com 99% da população cadastrada nos Grupos Primários no Reino Unido.[carece de fontes?]

## Financiamento
A maior parte do financiamento do sistema de saúde britânico advém do setor público, principalmente de impostos gerais, com uma pequena contribuição do sistema de Seguridade Social; portanto, o sistema público inglês conta com fontes de financiamento semelhante às do SUS. Com relação à porcentagem do PIB gasta em saúde, apesar de o Reino Unido apresentar uma tendência ao aumento desse percentual nas últimas décadas, este ainda é inferior aos de outros países da OECD. Os dados disponíveis mostram que os britânicos gastaram, em 2001 (Robinson, 2004), 7,6% do PIB em saúde, ao passo que os demais países da organização gastaram, em média, 8,4% do PIB. Da mesma forma, quando comparado com o mesmo rol de países, o Reino Unido possui um dos menores gastos totais em saúde per capita. Ainda adotando os dados da OCDE como parâmetro, o Reino Unido apresentou em 2003 um gasto público equivalente a 82% dos gastos totais em saúde, contra uma média de 72% dos demais países da OCDE (2003); portanto, o sistema britânico possui uma das mais altas porcentagens de gasto público em saúde, como porcentagem do gasto total, em comparação aos países analisados anteriormente. A nível de comparação, os dados apresentados no Boletim de  políticas públicas (2005, p. 33-41) mostram que o Brasil gasta 7,6% do PIB com saúde, porcentagem idêntica ao sistema britânico em 2001, sendo apenas 42% do setor público, o que equivale a quase metade do gasto público do Reino Unido.
O sistema originou-se centrado na figura do General Practitioner (GP), médicos de atenção primária que recebiam por captação, isto é, conforme o número de pacientes que compunham sua lista de pacientes. Os GP proviam serviços ambulatoriais e agiam como porta de entrada (gatekeepers) para assistência hospitalar não-emergencial. Os pacientes podiam estar ligados a apenas um GP. A maioria dos leitos estava em hospitais públicos. Neste contexto, a atenção hospitalar era garantida para todos os GP e não havia competição entre os hospitais (Koen, 2000). Na Grã-Bretanha, os recursos financeiros destinados aos hospitais regionais e aos serviços locais eram calculados de maneira per capita, ajustados por fatores demográficos e epidemiológicos, e repassados para os serviços via Autoridades Distritais Sanitárias (District Health Authorities – DHA).
Em 1991, juntamente com uma série de medidas liberalizantes, como reformas administrativas e privatizações, foi implementada pelo Partido Conservador, no poder desde a década de 80, a reforma do sistema de saúde, baseada no White Paper Working for Patients, de 1989, no qual se identificavam déficits no financiamento e queda da qualidade do atendimento. A principal alteração promovida pela reforma foi a introdução do conceito de “mercado interno”, separando os “compradores” dos “provedores” de serviços de saúde. Os provedores passariam a competir em qualidade e custos, de forma a atrair os compradores, que estavam a partir de então livres para comprar serviços fora de seus limites geográficos (WHO, 1997). Nesta etapa da reforma, os compradores de serviços de saúde do NHS, nesse “mercado livre”, eram constituídos basicamente por:
- Autoridades Distritais Sanitárias (DHA), que recebiam recursos para comprar serviços de atenção secundária com base no tamanho e nas características da população abrangida;[6]

- Grupos de Atenção Primária (GP Fundholders), que eram médicos ou grupos de médicos de atenção primária com um grande número de pacientes e que recebiam recursos para a compra de serviços secundários aos pacientes. Esses recursos eram alocados pelos Escritórios Regionais do NHS em que estavam situados. Podiam ter diferentes níveis de complexidade, comprando desde serviços menos complexos até todas as formas de atenção secundária. Podiam reter todo o excedente gerado, desde que o usassem na melhoria da infra-estrutura dos serviços em benefício dos seus pacientes. Os Grupos de Atenção Primária (fundholders) eram formados por GPs que desde a criação do NHS eram os gatekeepers do sistema.[6]

Essas mudanças possibilitaram maior controle e transparência dos custos, e promoveram um aumento da eficiência dos serviços que eram prestados – como exemplo, pode-se citar a redução na taxa de permanência de pacientes nos hospitais. Por outro lado, o sistema de mercado introduziu novos e altos custos de controle, dada a necessidade de implementação de complicados sistemas de faturamento. Críticas foram feitas e geraram um descontentamento da população com o sistema de saúde vigente. Em 1997, o governo britânico apresentou uma nova proposta de reforma do NHS, a qual foi implantada em 1999, quando, então, todos os GPs tiveram de se juntar aos Grupos de Atenção Primária, que, desde então, só podem comprar serviços da área de abrangência do DHA, e quando os recursos dos GPs passaram a ser provenientes das Autoridades Sanitárias.

## Gastos privados e públicos em Saúde
Desde o nascimento do NHS, em 1948, o setor privado não deixou de existir e passou a coexistir com o setor público. As despesas em saúde privada no Reino Unido incluem apenas as despesas de consumo final em saúde por parte das famílias, capital do setor privado e  instituições sem fins lucrativos à serviço das famílias. Existe um cruzamento entre provisões do setor público e do setor privado que possibilita que alguns pacientes do NHS possam ser tratados em instalações de saúde privados. O setor privado tem sido associado ao setor público com o objetivo de aumentar a capacidade do NHS. No entanto, o NHS continua sendo fundamental, uma vez que os hospitais do setor privado tendem a gerir apenas as operações de rotina e faltam unidades de cuidados intensivos de nível 3 (ou unidade de terapia intensiva); emergências podem levar o paciente a ser transferido a um hospital NHS.

## Indicadores de saúde
"Indicadores de saúde são parâmetros utilizados internacionalmente com o objetivo de avaliar, sob o ponto de vista sanitário, a higidez de agregados humanos, bem como fornecer subsídios aos planejamentos de saúde, permitindo o acompanhamento das flutuações e tendências históricas do padrão sanitário de diferentes coletividades consideradas à mesma época ou da mesma coletividade em diversos períodos do tempo". (Rouquayrol, 1993)
A expectativa de vida aumentou bastante no Reino Unido durante as últimas décadas, principalmente devido ao maior investimento em saúde e hábitos da população. A expectativa de vida no Reino Unido ao nascer é de 81 anos, sendo que as mulheres possuem uma expectativa de vida de 83 anos, enquanto a dos homens é de 79 anos. 
O Estado de saúde informada, outro indicador de saúde muito importante, mostra que 78% da população do Reino Unido classifica como boa sua saúde. Levando em consideração o gênero, 79% dos homens do Reino Unido consideram boa sua saúde, enquanto 77% das mulheres consideram como boa a sua saúde. Pessoas mais velhas, pessoas desempregadas, ou as que possuem menor grau de instrução ou renda relatam menos saúde.
Em relação à diabetes, em 2010 havia cerca de 3,1 milhões de pessoas com idade de 16 ou mais com a doença.

## Opinião pública
De acordo com dados de Ipsos MORI, Social Research Institute, de 2013, sete entre dez adultos (69%) na Inglaterra afirmaram estar satisfeitos com o andamento atual do NHS. Tais dados praticamente não variaram em comparação às pesquisas registradas em dezembro de 2011 (com 70% de aprovação).
Não obstante esse nível de satisfação tenha se mantido estável no transcorrer dos últimos dois anos, ele se encontra significativamente inferior ao constatado entre dezembro de 2008 e dezembro de 2009, quando 73% do público estava satisfeito com o NHS. Aproximadamente um em cinco (17%, mais precisamente) adultos se demonstram insatisfeitos com o NSH. Esses dados se constataram relativamente baixos considerando-se a abrangência total da pesquisa, embora tal insatisfação tenha aumentado desde os 11% registrados em 2009.
O número de pessoas afirmando estar extremamente satisfeito com as ações do NSH agora gira em torno de 17%, contrastando com a maior porcentagem de 24% catalogada em dezembro de 2009. Juntamente a isso, ao longo desse mesmo período de três anos, o número de pessoas afirmando estar extremamente insatisfeito com a dinâmica do NSH aumentou de 3% em 2009 para 6% atualmente.

### Satisfação pública por região e classe social
Nesse mesmo estudo publicado pela Social Research Institute, foram divididas as opiniões públicas de acordo com a região da Inglaterra. No topo da lista de satisfação se encontra a porção Nordeste do país (liderando com 72% de aprovação), ao passo que o final da lista é fechado pela região Sudeste, com seus 61% de satisfação.
Graças à agregação de dados desde o inverno de 2002, foi constatado que, aparentemente, os indivíduos que habitavam as regiões mais ao norte do país demonstram maior satisfação aos serviços da NHS do que aqueles que viviam em Londres, no Sudeste e em outras áreas do Leste.
O padrão de satisfação entre os diversos grupos populacionais também se mostraram consistentes aos estudos anteriores. Na primavera de 2012, foi possível averiguar que os seguintes grupos continuaram mais satisfeitos:
- Cerca de 74% dos homens estão satisfeitos com a ação do NHS, comparado aos 65% de mulheres;[14]
- Os mais jovens e mais velhos se destacaram no quesito satisfação ao NHS: 75% dos indivíduos acima de 65 anos, e 75% dos indivíduos cuja idade gira em torno de 16-24 anos, comparado aos 65% daqueles com idade entre 35-45 anos;[14]
- E, por fim, em relação à classe social: 72% dos pertencentes às classes D e E se mostraram satisfeitos com o NHS, comparado aos 64% dos pertencentes às classes A e B.[14]

Além disso, de acordo com dados da mesma publicação de Ipsos MORI, cerca de 71% dos entrevistados na primavera de 2012 afirmaram que o Serviço de Saúde Nacional (NHS) Britânico é um dos melhores serviços de saúde do mundo, reforçando a intensa satisfação que o povo tem em relação ao seu sistema de saúde.